# 動物霊
動物霊とは、死後の動物の霊魂、もしくは動物の精霊のこと。

## 神道における動物霊の取り扱い
神道はアニミズムであり、万物に霊魂が宿るとする思想から、動物にも霊魂があると基本的には捉え、よく自然現象の不可思議な力に結び付ける傾向が見られる。これは、「狼」の語源を「大神」としたり、「大蛇（おろち）」の語源を「峰ろ霊」とするところからも窺うことができる点である。
具体例としては、東京都青梅市の武蔵御嶽神社の境内には、狼を祀る大口真神社があり、東京都江戸川区鹿骨には、神鹿を祀る鹿見塚神社が存在する。
猶、神道において、霊力を持つ狐を「お稲荷さん」として畏み奉る信仰があるが、これは元、五穀豊穣の神である「御食津神（みけつかみ）」を、いつしか「三狐神」と当て字したことに由来する俗信である。

## 仏教における動物霊の取り扱い
そもそも、仏教では西洋思想のように、人間の霊魂と動物の霊魂などという分け方はしない。
そして基本的には、仏教は霊魂については触れず、中立的な立場を取るとされる。これはよく、あるのでもなく、無いのでもないとする「空」という抽象概念によって説明される。これが俗に「仏教が霊魂を否定している」といわれる由縁である。
あるのは、無常なる心の連続体、あるいは心の流れ（citta-santAna、心続生、心相続）であって、常住不変の霊魂とは区別される。
再言するが、これらに動物、人間との特別な区別は存在しない。
しかし、日本に伝来した時の仏教は、原始仏教から約一千年後と、大分時間が経過しており、その間にヒンドゥー教との混融が見られる為に、多神教的で、日本神道と相通ずる点が多々見られる。
一例として、仏教における信仰対象である菩薩の一尊に、馬頭観音があるが、これは元ヒンドゥー教における最高神ビシュヌに由来している。馬頭観音の梵名は「ハヤグリーヴァ」であるが、これは「馬の首」の意であり、最高神ビシュヌが馬に化身して、悪魔に奪われた聖典・ヴェーダを取り戻したという説話が起源となったとされている。この信仰が日本に入ると、馬頭観音が馬の保護神とされ、道中で斃れた馬の冥福を祈る為に馬頭観音の石碑を街道に建てるといった民間信仰となった。

## ヒンドゥー教における動物霊の取り扱い
ヒンドゥー教はインド古来にあったバラモン教を前身としており、呪物崇拝・アニミズム・祖先崇拝・偶像崇拝・汎神論哲学の内容を含むため、基本的には動物にも霊魂はあると捉えている。
ヒンドゥー教では万物の霊魂を尊ぶために、むやみな動物の殺生は卑しまれ、象や牛は神の使いとして神聖視される。
ヒンドゥー教の動物神には、蛇の神ナーガ、鷲の神ガルーダ、聖牛ナンディン、猿の神ハヌマーン等が挙げられる。

## キリスト教における動物霊の取り扱い
キリスト教の根本聖典は聖書であるが、基本的に旧約聖書においても新約聖書においても動物霊については触れられない。しかし、動物の霊魂を否定しているという訳ではなく、コヘレトの言葉3:19-21には
と記述されている。
注意しなければならないことに、キリスト教では霊魂の取り扱いが他宗教と違っており、人間の霊魂の場合、厳密にはこれを聖霊とし、善良な行いはこの聖霊の働きによって行われると捉えられている。この聖霊が人間に備わっているために、キリスト教では人間を救い得るとしている。

## ギリシャ神話における動物霊の取り扱い
ギリシャ神話は多神教であり、自然や動物の霊は精霊として崇められている。一例として、山羊の精霊にフォーン、サテュロスが挙げられる。
また、ヨーロッパには農民の民俗信仰として、穀物霊と呼ばれるものがあるが、これはギリシャ神話の影響を受けており、穀物の束に飛び込んだ動物が穀物の霊となり、「麦の狼」、「刈り入れの鶏」として農民に信仰されている。

## イスラム教における動物霊の取り扱い
イスラム教の根本聖典はクルアーンであるが、クルアーンでも聖書同様、基本的に動物霊については触れられない。しかし、動物の霊魂を否定しないという点でもキリスト教と同じであり、クルアーン第6章38節には
と記述されている。
なおイスラム教にも妖霊(ジン)と呼ばれる精霊信仰の側面が見られ、妖霊(ジン)は自然霊としての性質を備えているが、動物霊としての性質は見られない。

## スピリチュアリズムにおける動物霊
スピリチュアリズムにおける動物霊は、主に通信霊と呼ばれる霊からのメッセージによって説明されている。以下は主にシルバーバーチと呼ばれる霊からのメッセージをまとめたもの。
動物霊は哺乳類に近づくほど高度な霊であり、その霊的進化は最初はアメーバ状態から始まり、爬虫類、魚類、鳥類、そして哺乳類になり、ついには人間へと成長する。いったん人間に生まれかわった霊はどんなに霊格が低くても再び動物霊に戻ることはなく、また、人間になる以前の記憶は消失する。人間が虫よりも犬に親近感をもつのは霊性の違いを本能的に認識するからである。しかし、中には例外的なものもあり、たとえば鳥類の中には哺乳類より知能が進んでいる種もいる。また動物霊は二度と同じ種類に生まれることはない。動物で霊的に最も進化しているのは犬であり、その次が猫である。しかし、それは人間が犬と猫に愛情を注いだ結果であり、人間がそれらの動物を飼い始めるはるか昔は、猿が最も霊的に進化した動物だった。

### 動物界
動物の死後は動物界に連れて行かれ、そこで動物が大好きな人間から大切に飼育される。動物霊を飼育する人間は主に生前に動物好きであったが、飼う機会がなかった者たちである。動物界では同じ種類の動物たちと一緒に暮らし、また動物が欲しがるような物はなんでも揃っており、地上より恵まれた環境で幸せに暮らす。また、類魂と魂を一つにした動物霊たちが引き続き、動物界で暮らすかは不明である。